# Ernst Hirsch (Politiker, 1874)
Ernst Hirsch (geboren  5. Dezember 1874 in Kaaden, Österreich-Ungarn; gestorben 4. Februar 1925 in Teplitz-Schönau) war ein sudetendeutscher Gewerkschafter und Politiker.

## Leben
Ernst Hirsch arbeitete seit 1897 als Buchhalter in Teplitz-Schönau. Er engagierte sich gewerkschaftlich ab 1899 im „Fachverein der Handelsangestellten“ und wurde 1905 zum örtlichen Obmann der Nachfolgeorganisation „Zentralverein der kaufmännischen Angestellten Österreichs in Handel, Industrie und Spedition“ gewählt. Als er sich für die Lehrlinge einsetzte, wurde er 1908 als Privatangestellter entlassen. Hirsch arbeitete nun als örtlicher, hauptamtlicher Gewerkschaftssekretär. Er wurde Mitglied der Sozialdemokratischen Arbeiterpartei (SDAP) und für die Partei Kreisvertrauensmann Nordwestböhmens.
Hirsch wurde nach Gründung der Tschechoslowakei 1920 als Kandidat der Deutschen sozialdemokratischen Arbeiterpartei in der Tschechoslowakischen Republik (DSAP) in das Tschechoslowakische Abgeordnetenhaus gewählt. Er starb vor Ende der ersten Legislaturperiode.